# Crédit municipal de Paris
 (décembre 2014).
Si vous disposez d'ouvrages ou d'articles de référence ou si vous connaissez des sites web de qualité traitant du thème abordé ici, merci de compléter l'article en donnant les références utiles à sa vérifiabilité et en les liant à la section « Notes et références ».
 (décembre 2014).
Pour les articles homonymes, voir CMP.

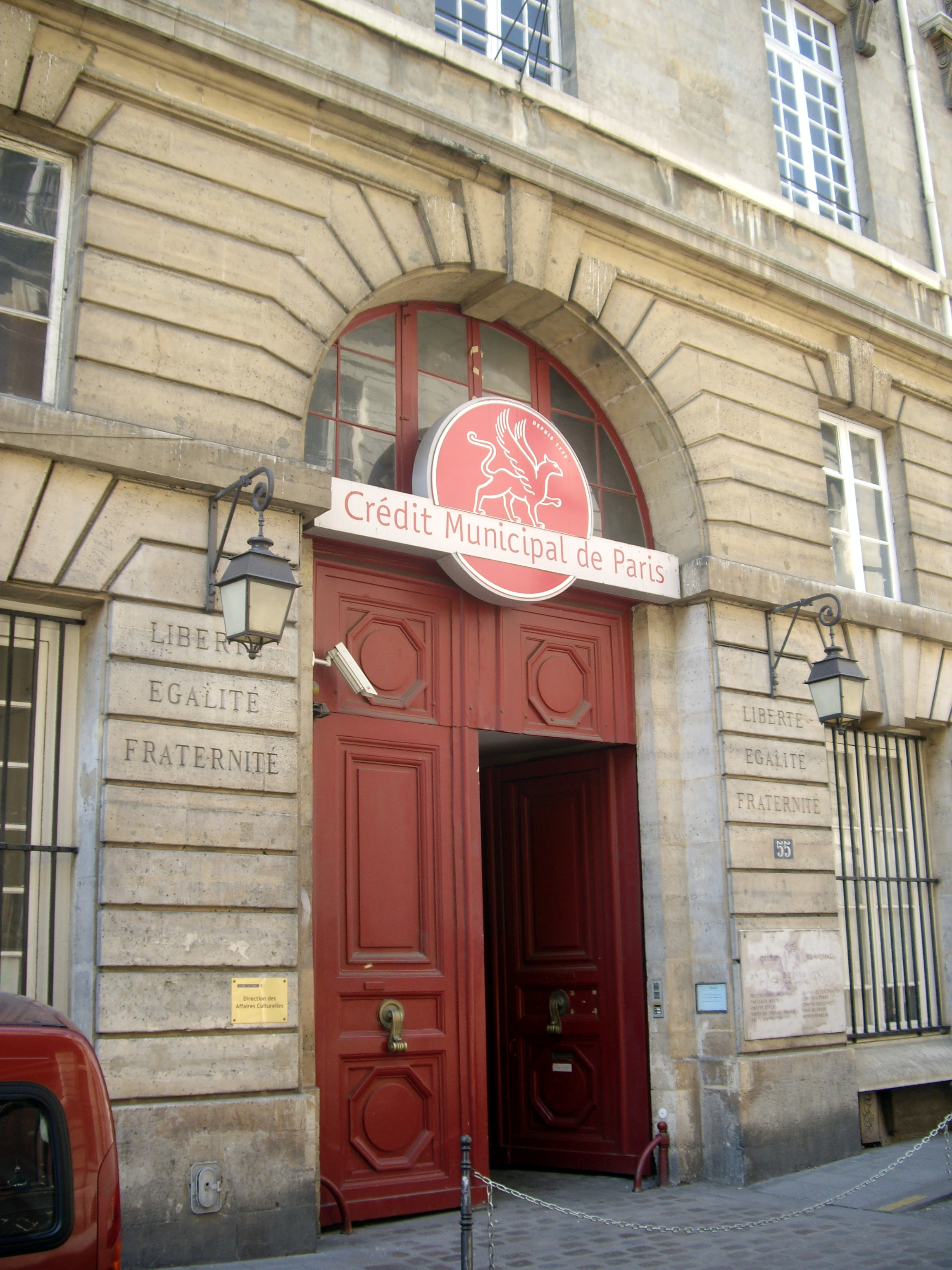
Entrée principale, 55, rue des Francs-Bourgeois.

Le Crédit municipal de Paris (CMP), anciennement Mont-de-piété, dit « Ma tante », est la plus ancienne institution financière parisienne. 
Depuis 1637, l'établissement pratique le prêt sur gage, une forme de crédit qui consiste à déposer en gage un objet de valeur (bijou, argenterie, tableau, sculpture, tapisserie, verrerie, instrument de musique) contre un prêt immédiat représentant 50 à 70 % de la valeur de l’objet sur le marché des enchères publiques. Le Crédit municipal fait aussi office de banque et de salle de vente aux enchères.
Le Crédit municipal de Paris est situé au 55, rue des Francs-Bourgeois dans le 4e arrondissement de Paris. Les locaux comprennent une salle de ventes et une salle de dépôt.

## Histoire

### Fondation
Le Crédit municipal de Paris trouve son origine dans l’exemple italien des Monte di Pietà (Mont-de-piété), institution caritative créée en 1462, à Pérouse,  par le franciscain Barnabé de Terni pour lutter contre l'endettement catastrophique des pauvres, victimes des taux usuraires pratiqués par les banques. Le premier Mont-de-Piété français voit le jour en 1577 à Avignon, alors domaine pontifical. 
En 1637, sous l’impulsion de Théophraste Renaudot, fondateur du premier journal français La Gazette, le Mont-de-piété ouvre ses portes à Paris, sur l'Ile de la Cité.
À la mort de Richelieu et de Louis XIII, Renaudot perd ses défenseurs. Un arrêté du Parlement du 1er mars 1644 met fin à l’institution qui ne reverra le jour qu’au XVIIIe siècle, pour lutter contre les usuriers, devenus de plus en plus nombreux.
Le roi Louis XVI, sur la proposition du lieutenant général de police de Paris, Jean-Charles-Pierre Lenoir, rétablit le Mont-de-Piété par lettres patentes datées du 9 décembre 1777. L'institution s'installe dans le Marais, à l'adresse qu'elle occupe toujours aujourd'hui. Le Mont-de-Piété devient très vite un véritable soutien à une population qui recourt à l’emprunt pour assumer le quotidien.
Le crédit municipal de Paris se trouve dans un hôtel bâti sur un ancien couvent, lui-même érigé sur l'ancienne enceinte de Philippe-Auguste détruite à cet endroit vers 1535. Le tracé de cette ancienne enceinte ainsi que les vestiges d'une ancienne tour sont encore visibles dans des cours de cet établissement.

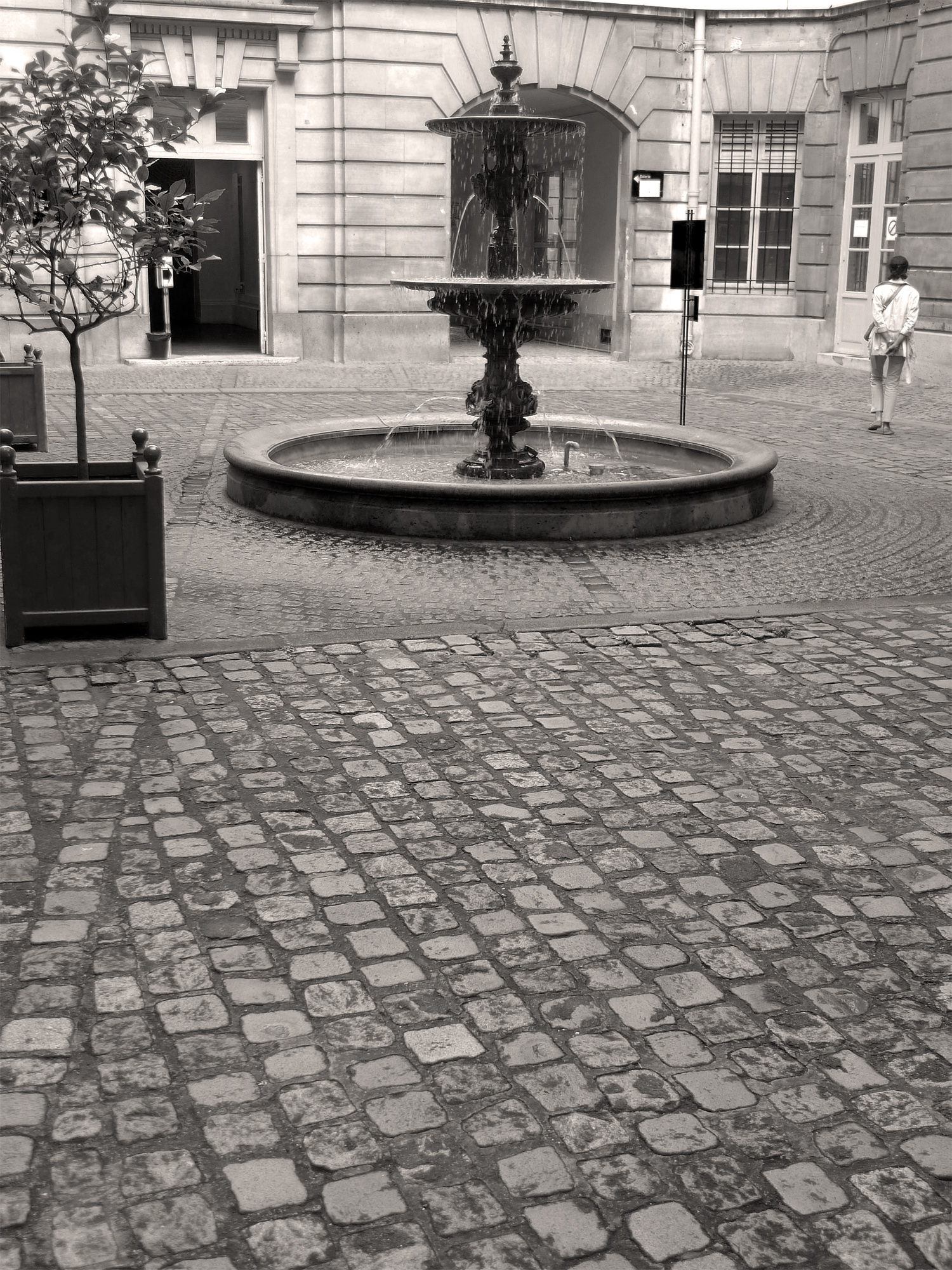
No 55 : tracé de l'enceinte de Philippe-Auguste.
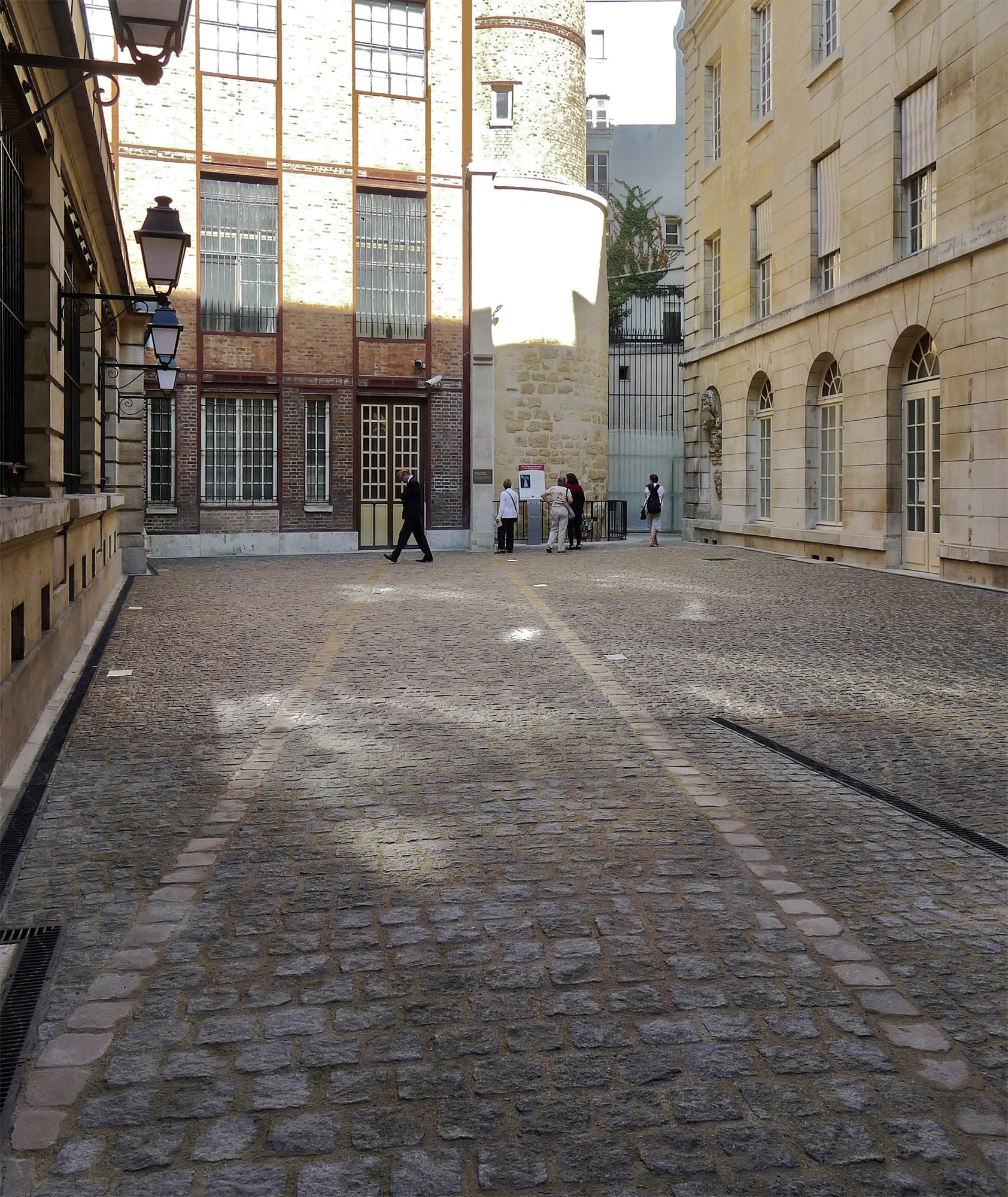
No 57 et 57bis : tracé de l'enceinte de Philippe-Auguste et tour Pierre Alvart.
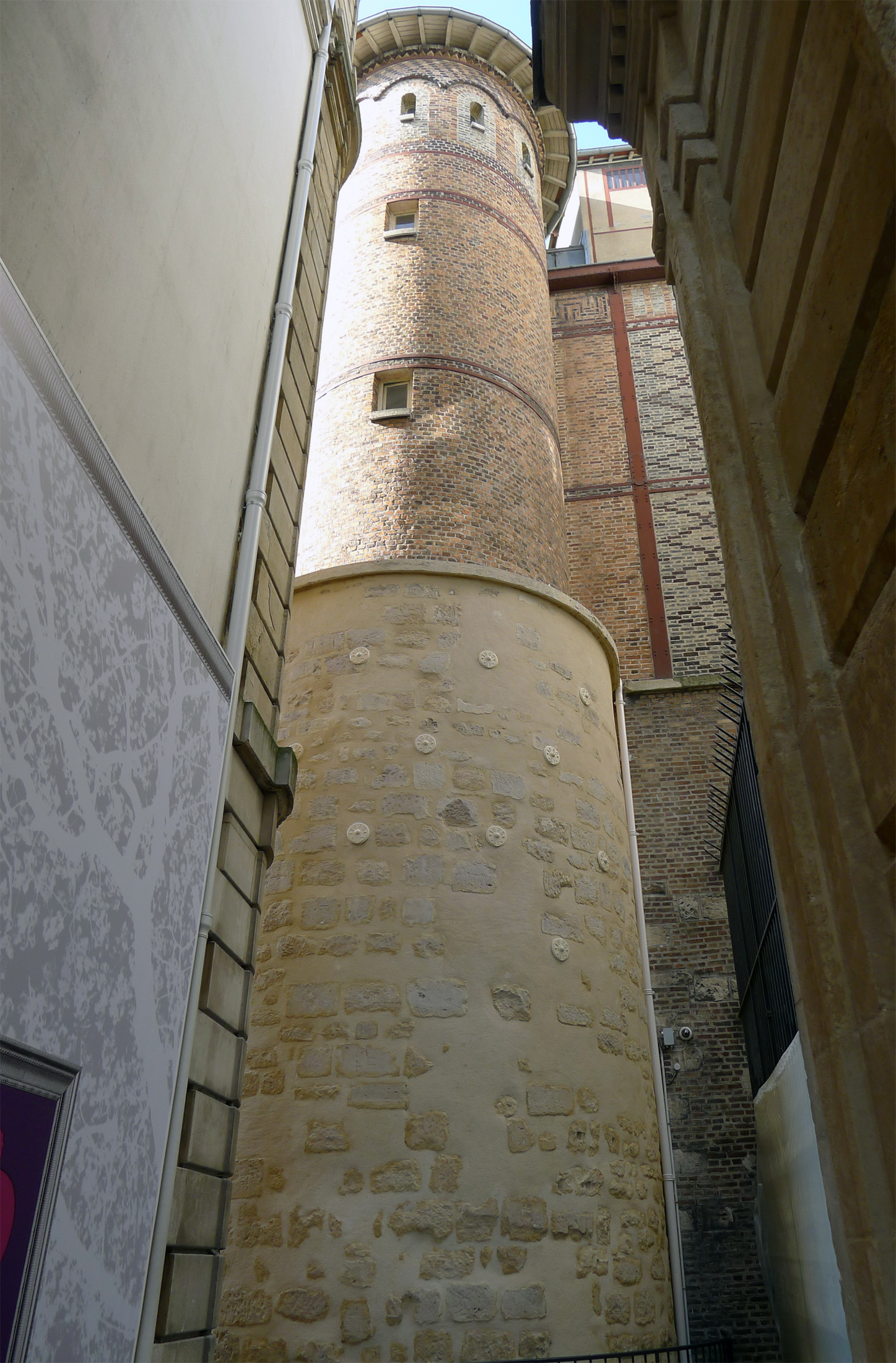
Tour Pierre Alvart surmontée d'une partie plus récente.

Quelques vestiges de l'hôtel de Nouvion retrouvés lors des travaux de 1883 ont été déplacés et sont désormais exposés dans l'enceinte même du Crédit municipal.

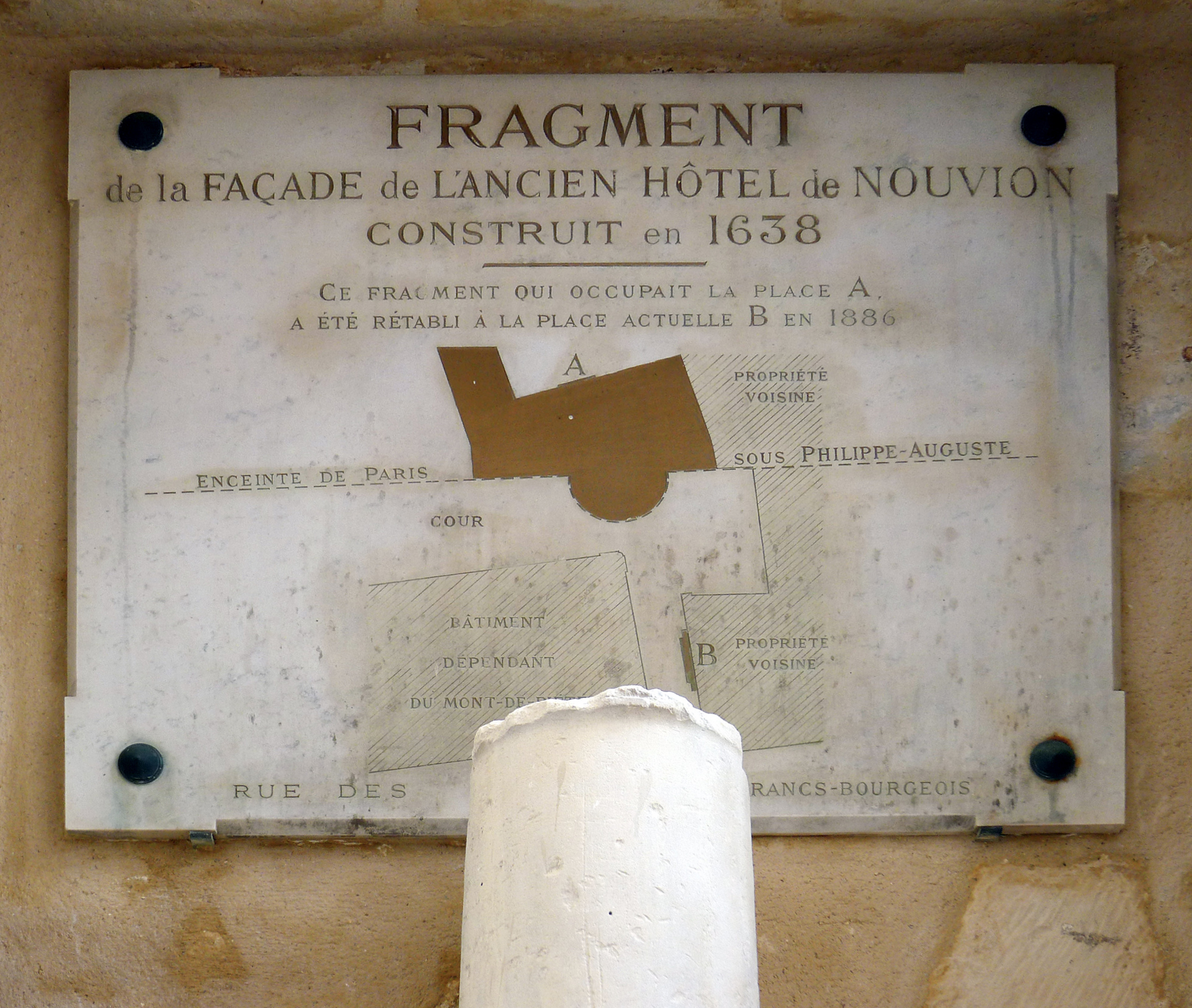
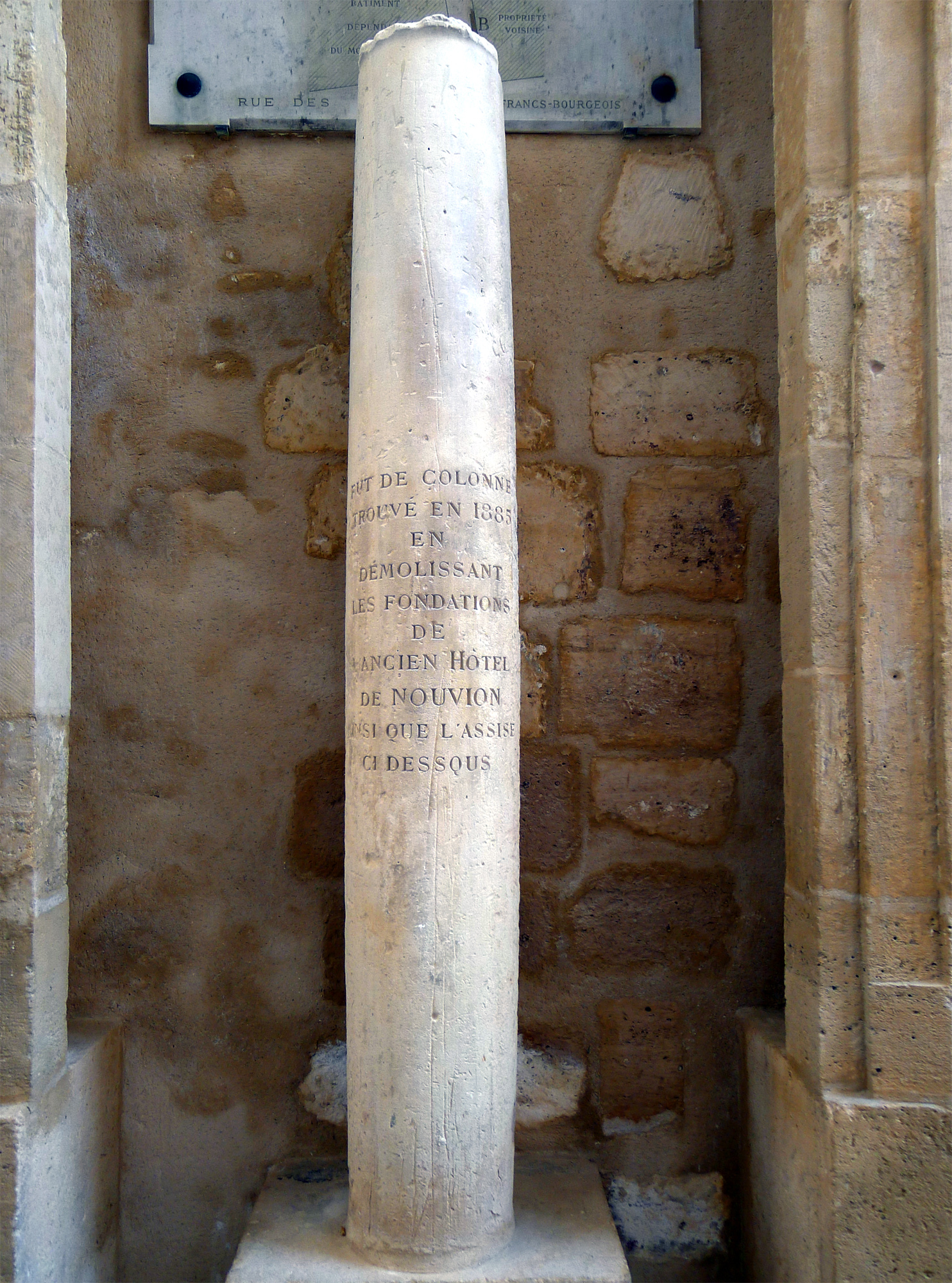

Les vantaux de la porte d'entrée située au 55 rue rue des Francs-Bourgeois sont inscrits au titre des monuments historiques par arrêté du 4 février 1926.
Le Crédit Municipal de Paris s’est installé dans le Marais au XVIIIe siècle. L’objectif était alors de concurrencer les usuriers du quartier. La rue des Lombards, du nom que l’on donnait aux prêteurs sur gage en grande partie originaires de Lombardie, en garde d’ailleurs le souvenir.

### Du Mont-de-Piété au Crédit municipal de Paris
Au début du XIXe siècle, le mont-de-piété se voit accorder par Napoléon le monopole des prêts sur gages et ouvre de nouvelles succursales pour faire face aux sollicitations de plus en plus nombreuses de la population parisienne.
Au XXe siècle, la société change. Les classes moyennes, mais aussi des personnes aisées, rencontrant des difficultés ponctuelles, se tournent vers le Mont-de-Piété, l’amenant peu à peu à devenir un établissement de crédit populaire. Par décret du 24 octobre 1918, le Mont-de-Piété devient Crédit municipal de Paris et amorce le développement de ses activités bancaires, parallèlement aux prêts sur gage. Le Crédit municipal de Paris est ainsi soumis à la loi bancaire de 1984. En 1992, il passe sous la responsabilité de la Ville de Paris, son unique actionnaire.
En janvier 2005, Crédit municipal de Paris se réorganise juridiquement en dissociant le secteur bancaire de l’activité traditionnelle de prêt sur gage. Ainsi, la filiale CMP Banque gère le département bancaire du groupe : prêts de restructuration, prêts de trésorerie, prêts sociaux, comptes bancaires, produits d’épargne et de placement. Tandis que la maison mère, le Crédit municipal de Paris, gère les activités traditionnelles autour des objets d’art : prêts sur gage, ventes aux enchères, expertise et conservation d’œuvres.
Depuis octobre 2008, le Crédit Municipal de Paris propose un dispositif de microcrédit personnel sur l'Île-de-France, en partenariat avec les réseaux associatifs, les services sociaux et des banques agréées par le Fonds de cohésion social. En 2011, il lance un service d'accompagnement au surendettement et en 2012, le Crédit Municipal de Paris se lance dans l'épargne solidaire.
En 2019, le Crédit municipal de Paris cesse de commercialiser ses offres de crédits, spécialisée dans le rachat de crédit, au travers de CMP Banque.

## Statuts
Le Crédit Municipal de Paris est un établissement public de crédit et d’aide sociale (Article L514-1 du Code Monétaire et Financier). Les Caisses de Crédit Municipal sont définies par la loi comme des établissements publics communaux de crédit et d’aide sociale. Elles ont pour mission de « combattre l’usure », notamment par l’octroi de prêts sur gage corporels dont elles ont le monopole.
Le Crédit Municipal de Paris est un établissement de crédit (depuis la Loi bancaire de 1984). En tant qu’établissement de crédit, les Caisses de Crédit Municipal peuvent réaliser des opérations financières, recevoir des fonds de personnes physiques et de personnes morales, mettre à la disposition de ces personnes des moyens de paiement et réaliser avec elles des opérations connexes (aux opérations de banque). Elles disposent d’un agrément de l’Autorité de Contrôle Prudentiel et de Résolution (ACPR) qui les supervise. Elles ont des dirigeants responsables agréés par la Direction des Agréments, des Autorisations et de la Réglementation (DAAR) de l'ACPR. Elles sont assujetties aux règles prudentielles bancaires (notamment issues de la Directive CRD IV), découlant de la réforme dite Bâle III ainsi qu'au droit de la consommation bancaire.

## Direction
- ?-1962 : Sylvain Paul Bonnaure[Qui ?]
- 1962[6]-1976 : Jean-Paul Martin
- 1976[7]-1983 :  Jean Santacroce
- 1984-1993 : Yves-Marie Laulan
- 1993-1999 : Anne Cuillé
- 1999-2001 : Guy Legris
- 2001-2005 : Luc Matray
- 2005-2006 : Jean-Christophe Erard
- 2006-2013 : Bernard Candiard
- 2013-2016 : Sophie Mahieux
- depuis 2016 : Frédéric Mauget

## Communication

### Emblème
L'emblème du Crédit municipal de Paris est un griffon. Il prend son origine en Italie au XVe siècle. Cet animal mythologique, doté d’un corps de lion, d’ailes et d’un bec d’aigle, qui gardait les mines d’or d’Apollon dans le désert de Scythie, était déjà l’emblème du premier Monte di Pietà créé en 1462 par le moine Barnabé de Terni.

### Mécénat
Depuis 2011, le Crédit Municipal de Paris participe au rayonnement culturel parisien, notamment par une politique de soutien financier à des acteurs majeurs de la culture à Paris.
Grâce à des partenariats établis avec la Direction des Affaires Culturelles, poursuivis par Paris Musées, le Crédit Municipal de Paris mécène des expositions temporaires et des projets culturels de musées.
Parallèlement, il est engagé depuis 2012 dans le soutien à la création contemporaine (musique, théâtre, danse...) via un partenariat avec le Festival d'Automne.
L’établissement  propose également de nombreuses manifestations culturelles telles que les Journées du Patrimoine, la Fête de la Musique ou Nuit Blanche et organise des expositions temporaires depuis 2011 dans sa galerie.

## Divers
- Une journée chez ma tante (1996), film documentaire de Christophe Otzenberger sur le Crédit municipal de Paris.
- Mont de Piété, recueil de poèmes, André Breton
- L'histoire de Ma Tante est épatante - les Parisiens au Mont-de-Piété 1637-1914" exposition, octobre 2011-janvier 2012 - Galerie du Crédit municipal de Paris
- Le Mont-de-piété expose la collection de Clo Fleiss  Bijoux d'Artistes chez ma Tante octobre 2012 - janvier 2013 - Galerie du Crédit municipal de Paris
- Au Prêt sur gage de Pauline Peretz, raconter la vie au Seuil